# 岑德彰

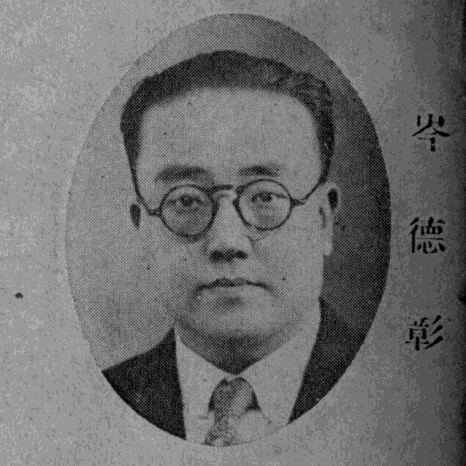
《民国名人图鉴》中的岑德彰照片

岑德彰（1899年—？），广西西林人，中國法學家。在國際法及憲法等方面有專長。

## 生平
他毕业于美国哥伦比亚大学，获硕士学位。后来曾在上海圣约翰大学任教授。他还曾任上海光华大学商学院院长。
1927年冬，广西省政府决定在梧州筹办省立广西大学，并组建了省立广西大学筹备委员会，筹备委员11人（括号内注明校内职务）：黄绍竑（委员长）、马君武（教务主任）、盘珠祁（兼美洲特派员）、黄华表（建筑主任）、陈柱（兼国内特派员）、雷沛鸿（兼南洋及欧洲特派员）、岑德彰、苏民（总务主任）、刘宝琛（兼美洲特派员）、邓植仪、凌鸿勋。其中苏民因常住南宁而未到职，不久改由岑德彰任总务主任。但岑德彰只在梧州停留了十多天便返回上海，此后便不再推举总务主任，改由马君武兼理一切校务。1935年，中国国民党攻击马君武，其中国公学的校董蔡元培、杨杏佛、王云五等被迫于2月5日提出辞职，国民政府教育部指派顾树森、朱应麟、岑德彰等为中国公学临时接管委员。
1935 年，行政院秘书长翁文灏约见行政院参事岑德彰、顾毓瑰、任国常等五人，提出要研究沿海工厂内迁问题，以因应可能的战争。岑德彰等人遂利用半年时间研究该问题并提出报告。1937年七七事变爆发后，1937年冬，行政院行政效率研究會专门委员李朴生奉派随行政院秘书岑德彰到兩廣視察戰時行政。

## 著作
- [美]塞里格门Seligman，尼林Nearing，资本主义与社会主义，岑德彰 译，上海：商务印书馆，1923年
- [德]奧本海，奧本海國際法：平時部分，岑德彰 译，上海：商务印书馆，1926年
- [美]宓亨利，華僑志，岑德彰 译，上海：商务印书馆，1928年
- [荷]格老秀斯，国际法典，岑德彰 译，上海：商务印书馆，1930年
- [美]卜舫济，上海租界略史，岑德彰 译，上海：大东书局，1931年
- 张耀曾，岑德彰，中華民國憲法史料，新中国建设学会，1933年
- [德]奧本海，奧本海國際法：战争与中立，岑德彰 译，上海：商务印书馆，1934年
- [美]塞利格曼E.R.A.Seligman，累進課稅論，岑德彰 译，上海：商务印书馆，1934年
- [美]甘末尔，货币论，岑德彰 译，上海：商务印书馆，1935年

## 家庭
- 族伯：岑春煊
- 堂弟：岑永杰
- 堂兄弟：岑德麟[6]
- 族兄弟（岑春煊之子）：岑德广